# Regio's van Denemarken

Regio's van Denemarken

Sinds 1 januari 2007 is Denemarken ingedeeld in regio's, die de bestuurlijke indeling in provincies geheel vervangen. Uit de voormalige 271 gemeenten zijn 98 nieuwe gemeenten gevormd. Ertholmene wordt direct door het Ministerie van Defensie bestuurd.
Bornholm is bij de regio Hovedstaden ingedeeld.
Denemarken bestaat uit de volgende regio's:
| Vlag | Nederlandse naam | Deense naam | Hoofdstad  | Grootste stad | Inwonertal | Oppervlakte (km²) | Dichtheid (inw/km²) |
| ---- | ---------------- | ----------- | ---------- | ------------- | ---------- | ----------------- | ------------------- |
|      | Hoofdstad        | Hovedstaden | Hillerød   | Kopenhagen    | 1.911.067  | 2.561             | 705                 |
|      | Midden-Jutland   | Midtjylland | Viborg     | Aarhus        | 1.365.688  | 13.053            | 100                 |
|      | Noord-Jutland    | Nordjylland | Aalborg    | Aalborg       | 593.135    | 8.020             | 73                  |
|      | Seeland          | Sjælland    | Sorø       | Roskilde      | 852.953    | 7.273             | 114                 |
|      | Zuid-Denemarken  | Syddanmark  | Vejle      | Odense        | 1.238.406  | 12.191            | 100                 |
|      | Denemarken       | Danmark     | Kopenhagen | Kopenhagen    | 5.961.249  | 43.094            | 133                 |

Inwonertal 2024. Bron: Danmarks Statistik/Statistikbanken. Totale bevolking van Denemarken bij de volkstelling van 1 januari 2023:  5.932.654 personen.